# たかじんONE MAN
『たかじんONEMAN』（たかじんワンマン）は、毎日放送（MBSテレビ）とX1エックスワンと共同制作で1998年4月8日から2007年9月18日まで毎週火曜日の23:55 - 翌0:55（スタート時は毎週水曜日）に放送されていた公開バラエティ番組である。司会のやしきたかじんの冠番組で、たかじんの毒舌で人気を集めた。地上デジタル放送では画面サイズ16:9のHD放送となっていた。ただし、タイトルロゴは「たかじん 1MAN」となっていた。
関西では「深夜にもかかわらず、その日の毎日放送の番組視聴率のトップになることが多い」という番組内のネタになった。

## 概要
毎日放送アナウンサー総出演の深夜番組として14年続いた『あどりぶランド』の後を受けて、1998年4月から毎週水曜日の23:55 - 翌0:55に放送を開始。日本テレビ・読売テレビ系『ザ・ワイド』のパロディー企画である「ザ・まいど」、関西で活動する芸能人のランキング、スタジオ観覧客からのアンケートに基づくトーク企画など、たかじんの個性を前面に出しながら週替わりで多彩な企画を放送していた。
放送開始から7年間は水曜日の放送を続けていたが、たかじんが火曜日への移動を志願したことをきっかけに、2005年4月12日から毎週火曜日の放送に変更された（放送時間は変わらず）。MBSテレビで火曜日の深夜にたかじんのレギュラー番組が放送されるのは、『新・たかじんが来るぞ』の終了（1994年3月）以来11年振りであった。
番組開始当初から、毎年3月下旬から4月上旬までの選抜高等学校野球大会期間中には、ダイジェスト番組『みんなの甲子園』（30分番組）を編成する関係で本放送を休止。時事ネタが絡まないフリー企画の再放送や、後続番組の放送時間を繰り上げるか、単発番組を放送していた。たかじんが夏休みを取っていた8月には、原則として収録当日に放送する「ザ・まいど」を1回分休止する代わりに、事前に数回分まとめて収録するか総集編を放送していた。
当初のオープニングタイトルでは、西靖（毎日放送アナウンサー）による『たかじんワンマーン!』という絶叫をタイトルコールに使っていた。2007年6月からオープニングを一新したが、同年8月28日の放送分からでは、リニューアル前のオープニングタイトルに戻した。なおオープニングで使われているBGMはブライアン・セッツァー・オーケストラのHoodoo Voodoo Dollを10秒程度に編集したものである。
ちなみにたかじんは、当番組の前に『MBSニュース』をはさんで放送していた『筑紫哲也 NEWS23』（TBSテレビ制作・JNN全国ネット）の存在について、「こんなくだらん番組はよやめさらせ。迷惑じゃ」と収録中に発言するほど不満を抱いていた。また、『NEWS23』以外にも、放送禁止用語を連発しながらTBSおよび（TBS以外の系列局や独立UHF局を含む）地方局を容赦なく批判していた。しかし、毎日放送記者（元・アナウンサー）の三澤肇がTBSへの出向扱いで『NEWS23』のキャスターを担当した2007年3月以降の放送では、たかじんが収録中に同番組について言及しても編集で割愛。結果として、『NEWS23』より先に放送を終了した（同番組はタイトル・構成などを変えながら現在も放送中）。たかじんは『ブロードキャスター』（当番組の放送期間中にTBSテレビ制作・JNN全国ネットで土曜日に放送）の内容にも不満を募らせるあまり、『NEWS23』ほどでないものの、当番組の収録で放送内容や出演者を厳しく批判していた。因みにたかじんが逝去して2014年4月からの『ちちんぷいぷい』・報道系の「☆印」はたかじんの意向に反してMBS報道部・毎日新聞の意向で進行するようになり、2021年3月まで放送が続けられた。
2007年9月から3週にわたって総集編を放送。同月18日放送分で、（水曜深夜での放送開始から）9年半の歴史に幕を閉じた。最終回には総集編で、たかじんと親交の深い桂ざこば、堀内孝雄、林家正蔵などをゲストに迎えたうえで、たかじん自身の私生活や人生を振り返った。
9年半という放送期間は、たかじんが64歳で逝去した2014年1月の時点で終了していた冠番組では最も長く、逝去後もたかじんの名を残したまま放送中の番組を含めても3番目の長さである（1番は関西テレビ『たかじん胸いっぱい』の19年・2番はytv『たかじんのそこまで言って委員会』の10年）。
MBSテレビでは、当番組の後番組として『よゐこのワケアリ』を半年間放送。以降は、『よゐこ部』（2010年12月末で終了）をはさんで、『ごぶごぶ』を長年放送されていた。その後は『ケンゴロー』が放送されて、2017年6月現在再び『ごぶごぶ』となっている。

## 出演者
司会
- やしきたかじん

出演機会が多いゲスト
- 北野誠
- オール阪神
- 村上ショージ
- シャンプーハット
- 大槻義彦

MBSアナウンサー
- 松井愛
- 八木早希
- 山中真
- 上泉雄一
- 大八木友之（現・報道局ニュースセンター所属）
- 来栖正之

ナレーション
- 西靖（MBSアナウンサー）
- 柏木宏之（MBSアナウンサー）
- 田丸一男（MBSアナウンサー） 他

## 過去の主要なゲスト
- 志村けん
- 研ナオコ
- 笑福亭鶴瓶
- 桂三枝（現・六代目桂文枝）
- 上岡龍太郎
- 松山千春
- 細木数子
- 星野仙一
- 中村玉緒（数回出演）
- 桂米朝
- 尾崎亜美
- 渡哲也（VTRのみ）
- 中森明菜
- 綾瀬はるか（女優としてブレイクする前に出演）

たかじんは生前、当番組に限らず、自身の冠番組でトーク企画を実施する場合に「どのようなゲストにも自ら話を振らないで自由に喋らせる」というスタイルを貫いていた。このスタイルを熟知しないまま関西以外の地方（主に東京）から呼ばれたゲストや、先輩芸能人を前に自ら進んで言い分を主張できない若手芸人によっては、一言も発せずに収録を終えるか（多少発言しても）放送上分からないこともあった。

## 主なコーナー・企画

### ザ・まいど
- ランキングまいど（社会派まいど）（第2週）
- 電車でホォー!スーパー（芸能まいど）（最終週の企画）

番組は原則2本撮りで、収録日に放送。隔週での放送という扱い。放送日当日の昼か夕方に収録が行われ、編集作業を終えた後に放送されていた。
ワイドショー『ザ・ワイド』（読売テレビ・日本テレビ製作）のパロディーとしてスタート。毎月最終週の企画として1998年の夏頃に始まった。アシスタントには『ザ・ワイド』初代キャスターの飯星景子、コメンテーターはピーコを迎えた。パロディーの側面が強く、「関西芸能ニュース」ではベテラン芸人の個人的な話題などを放送。「関西おばちゃんファッションチェック」ではステレオタイプ化された大阪のおばちゃんなどが登場、ピーコがチェックを拒むこともあった。
その後、ピーコが『ザ・ワイド』に対抗すべく『2時のホント』（フジテレビ）の司会となり、1999年3月分で降板。4月からリニューアルすることとなった。
1999年4月からは北野誠らタレント数名とアナウンサー（松井愛など）が出演する現在の形式に。夕方の『おかえりワイド』（毎日放送、1999年9月に終了。『ちちんぷいぷい』の前番組）が終了してからは『おかえりワイド』の企画「電車でホォー!」を発展させた「電車でホォー!スーパー」を中心に進行。「電車でホォー!」では、雑誌の中吊り広告から芸能ニュースを取り上げ、番組なりにテーマトークを繰り広げる。テーマトークは「新番組の視聴率予想」や「このなかで○○なのは誰?」などで、巨大パネルに候補を幾つか掲載し、それらを基にトークした。
そののちに事件・社会情勢などを扱う「ランキングまいど」（ランキングまいどの名称はなくなり、通称の社会派まいど）が登場。元MBSアナウンサーの子守康範が話題となったニュースを紹介し、それに関連したテーマトークを繰り広げた。後半はシャンプーハットの「どうでもええやんけニュース」を放送（2006年から）。
2004年12月29日の年末スペシャルで、2つの「まいど」が合体したことにより、「芸能まいど」・「社会派まいど」と区別が分かった。以来、年末には社会派・芸能の両まいどが一堂に会した特番が放送された。
どちらの「まいど」でも、VTRを作る予算が無いので、たかじんがボードやフリップなどにマジックで予想を書き、指し棒でパンパン叩く、いわゆる「パネル芸」で展開した。これは関西テレビの『たかじん胸いっぱい』（たかじんが司会）の企画「芸能界サミット」などにも見られた（ちなみに、一回の収録で折れる差し棒の数は平均3本で、毎回20 - 30本程度のストックが用意されているが、末期は稀な状態であった）。
また、どちらの「まいど」でも、テレビ各局の番組改編期に近づくと、たかじんが新番組に出演する俳優やキャスター、タレントに対して独断的な見方でバッサリと斬り、番組の平均視聴率を予想するのがお決まりだった。当初は毎日放送のキー局であるTBSの番組や毎日放送の番組でも容赦なく批判していたが、番組の晩年では、他局の放送内容の話が主となった。
放送当日に収録するため、最新の話題にも触れたことがある。2006年8月2日にプロボクサー亀田興毅の初の世界戦の際、毎日放送がTBSの系列局であったこともあり、アナウンサーが事前に試合開始時刻を明かした（番組開始は7時24分頃、試合開始は8時50分頃、KOなど早期決着など想定して後番組も柔軟に対応している旨）。
2007年になって「電車でホォー!スーパー（芸能まいど）」が放送されなくなった。裁判沙汰になったことによる自粛と思われる（2007年4月に総務省から厳重注意を受ける）が、特に番組内で謝罪をした形跡はなかった。2月までは社会派まいどと同じ構成で、芸能まいど出演者のうち北野誠は出演を見合わせ、松井愛は出演。
3月20日放送分から新たに「ザ・まいど　たかじんジャーナル」というこれまでの社会派まいどよりも政治経済スポーツなど硬派な内容になった。「たかじんジャーナル」の進行は社会派同様に子守が担当し、女子アナは八木早希が出演した。社会派まいどはこれまでどおり時折芸能関連の話題を紹介。なお、3月13日分より7回連続で「ザ・まいど」シリーズを放送していた。

### ワンマンウダウダ決定ショー
2006年4月に「芸能人グランプリ」を改題した企画で、原則として毎月の第1週に放送。主に大八木が進行を担当した。
あるテーマでNo.1候補を何人かピックアップ。それらについて「ウダウダ」しゃべり尽くして、最後にNo.1を決めるというもの。たかじんがクレーンカメラに詰め寄りながらトークを展開したり、たかじんとオール阪神との音曲掛け合いが名物だった。
2006年9月分では阪神夫妻のウエディング企画を放送するために15分拡大で放送。2007年4月時点で、ウダウダ決定ショーはこの回が最後となっていた。
- オール阪神夫妻11年目のウエディング

入籍はしているものの結婚式を挙げていなかったオール阪神夫妻の結婚式をハワイでたかじんがプロデュースした。たかじんの友人がハワイで挙げた結婚式（この結婚式もたかじんがプロデュース）のVTRを行き付けの店で流した際に、阪神の嫁であるよしみさんが「ウエディングドレス着てない」とたかじんに懇願した事から実現したもの。一般的な結婚式ならばおそらくありえないであろうたかじんと阪神夫妻による3ショット入場や3ショットによるケーキ入刀など、3人が普段いかに仲が良いかがうかがえた。最後にはたかじんがカラオケで「心はいつも」を熱唱した。

### その他
初期はロケ企画も多く、祇園の遊び方をレクチャーする・北新地やススキノの盛り場でたかじんを探す鬼ごっこなどの変わった企画もあった。ゲスト1人を招いたインタビューのみの回もあり、桂米朝や笑福亭鶴瓶、松山千春などが出演。
- 番組当初は、番組の最後にたかじんバンド「アンビエンス」（Pf/key:土井淳＜バンマス＞　Key:鈴木賢　G:近藤芳弘　Dr:浅川ジュン　B:小笹了水　Sax/Flute:小梶博司　Ag:佐々木清次）をバックに自分の持ち歌を歌っていた。当時はステレオ放送で制作されていたが、エンディングの歌コーナーが消滅してからはモノラル放送となっていた[3]。

過去の演奏曲目：「東京」「なめとんか」「思い出よりこの瞬間」「優しい女には毒がある」
- 裏大阪最高諮問会議

上岡龍太郎とたかじんによるトーク企画。上岡とは2回開催し、上岡が2000年3月に芸能界を引退してからは、桂南光と桂ざこばとたかじんによる諮問会議を開催した。
- たかじん契約更改

番組1周年を機に放送、角淳一が進行役として登場。番組スタッフが「収録後の楽屋風景の改善」などを求めるが、たかじんの理由（人材育成など）に負けてしまった。
- 退屈!あるある大辞典

『発掘!あるある大事典』のパロディーで、名前を変えながらも2003年ころに数回放送。「北新地や祇園で飲むアルコールをビールからワインに替えて健康的になった」というたかじん独自の理論や、通信販売（インターネット通販）や冷凍食品講座などたかじんが「ハマっている」ものを放送。健康物を扱う時に同様のコーナーとして『夜は○○おもっくそテレビ』（『午後は○○おもいッきりテレビ』のパロディ）もあった。当企画でフンドーキン醤油（大分県臼杵市）のちゃんこ鍋つゆをたかじんが高く評価して関西のスーパーでも販売されるようになった。
- 大阪のおばちゃん100%!!

スタジオアンケート企画で、さまざまな質問項目（テーマ）に対して、出演者は最も共感・支持を集めそうな解答をアピールする。スタジオのおばちゃんがスイッチオン（トータライザー）で回答するというもの。おばちゃんだけでなく「看護婦」、「おっちゃん」の回もある。これが派生し、全国ネットの正月特番として、「おばちゃん1000万円!!」が2002年と2004年に放送されていた。
- 激突びふぉーあふたぁー

2002年に企画、2003年にかけて放送。たかじんがかつて住んでいた都島区の自宅マンションを1000万円の予算でリフォームするという企画で、10人の建築家の中からコンベンション形式で選ばれた設計士磯田吉郎が担当することとなった。しかし、予算的には相当厳しい様子であり、住宅設備の数々を番組内で宣伝することで何とか辛うじて凌いだ経緯がある。実際、リフォーム内容は1000万円では到底できるものではないほど豪華で完成度の高いものだった。
- ギョーカイ憲法改正審議委員会

2002年ころから2005年まで放送。出演者がギョーカイ（その多くは芸能界）に関する慣習の改正を求めるという趣旨。VTRで改正の懸案について紹介し、トークを展開したあと、たかじんとゲストが起立での採決を行った。
- 仁義なき丁半トーク

2005年・2006年の企画。「芸能界で比較されそうな2人」や「目玉焼きは醤油かソースか」といった2択問題を出題。サラリーマンや主婦などに特定した101人の街頭アンケートを実施し、たかじん含む出演者は多く支持されたほうを予想していた。
- THEご対面ショー

## かつての企画・名シーン
- 第1回目の放送は、セットのフスマが開くと便器に座っているたかじんが登場するという趣向でスタート。本編では、「女性の喫煙は許せるか」というテーマで、たかじんの進行の下に喫煙女性と非喫煙男性をスタジオで議論させていた。

- 2000年、同じMBSで放送中の夕方ワイド番組・「ちちんぷいぷい」の総合司会（当時）・角淳一が正月休みから顎へヒゲを伸ばし続けたまま、年始から2ヶ月近くにわたって出演。しかし、偶然にも同じ時期に久米宏が口ヒゲを蓄えながら『ニュースステーション』（当時久米がメインキャスターを務めていたテレビ朝日系列・全国ネット番組、関西地区ではABCテレビで放送）に登場したこともあって、番組関係者や視聴者からの評判は総じて芳しくなかった。それを受け、2月22日の放送中に、たかじんとレギュラー出演者の北野誠、マイク仲田がサプライズ企画でスタジオへ乱入。たかじんが拡声器片手に「角淳一を拉致する！」と絶叫した後、北野とマイク仲田が角をストレッチャーにくくり付けて別室へ連れ去ると、あらかじめ待機していた理髪店の女性に角のヒゲを剃らせた[2]。その後、この模様が当番組でも放送された。

- 2003年2月5日に放送した「ワンマングルメシリーズ!涙の料理!!」では、たかじんが京都で下宿生活を送っていた時期にアルバイトで勤務していた「ホリデーバーガー」（現在の井筒八ッ橋本舗本店の敷地でかつて営業していたハンバーガーショップ）のハンバーガーを再現。さらに、たかじんにとって恩人に当たる「ホリデーバーガー」のオーナー夫妻（放送時点で他界）および娘を紹介するVTRを「あんた」と共に流したところ、放送ではめったに泣かないたかじんが号泣してしまった。ちなみにたかじんは、オーナー夫妻への恩義から、「ホリデーバーガー」の閉店後も「他の店のハンバーガーを一切食べない」と公言。最終回では、この回のダイジェストVTRで番組を締めくくった。

- たかじんが過去にたかじんと関わりがある人とご対面する企画で、過去にたかじんのバックバンドでピアノを弾いていた尾崎亜美が、スタジオで生歌を熱唱。この番組でゲストが歌うことはめったになかった。

- たかじんと笑福亭鶴瓶の2人だけで酒を飲みながらスタジオで対談する企画（1998年11月放送）で、お互いの思い出話などで話が弾んだあげく、泥酔した鶴瓶が暴走。スタジオのセットを破壊したり、ズボンを脱いでパンツ一丁になったたかじんの太腿に噛み付いて怪我させたりした。また、オープニングではかつて鶴瓶が司会でMBSで放送された「突然ガバチョ!」のワンコーナー「つるべタクシー」にたかじんがゲスト出演したときのVTRが流れ、番組後半には「つるべタクシー」を再現したセットで二人の立場が入れ替わった「たかじんタクシー」なるコーナーが挿入された。最後には、たかじんがメジャーデビュー曲の「ゆめいらんかね」をギターの弾き語りで歌ったあげく、2人とも号泣した。

- 30年来の付き合いのあるオール阪神とたかじんが、ラジオのスタジオから、かつて出演していた『MBSヤングタウン』（MBSラジオ）を24年振りに再現。お互いの歴史を紐解きながら、「芸能人グランプリ」の名場面を振り返るというVTRも流された。ちなみに、同番組でも実施していた企画「ハッピートゥデイー」に電話で出演していた阪神の嫁（通称“よしみさん”）は、後にウエディング企画などにも登場した。
  - ちなみに「よしみさん」はたかじんの北新地での飲み友達であり、番組内ではたかじんのモノマネで新地でのエピソードを披露していた。

- 番組終了後の2014年1月3日、やしきたかじんが64歳で死去した。西が総合司会を務める『ちちんぷいぷい』では、2014年1月8日（水曜日）にオープニングから1時間にわたってたかじんの訃報および追悼企画を放送。当番組でのエピソードを紹介するとともに、鶴瓶との対談企画（前述）を4分間に編集したVTRや、1998年4月22日放送分でたかじんがスタジオでたかじんバンドをバックに「なめとんか」を熱唱したVTRを流した[2]。

## スタッフ
- 構成：藤田智信、鹿島我、桝野幸宏、杉本つよし
- TD（テクニカルディレクター）：高木久之・関照夫・桂将太（以上MBS）
- CAM（カメラマン）：高木久之・高石和隆・桂将太（MBS）
- VE（ビデオエンジニア）：藤野毅・平尾拓也（MBS）、酒井真紀・森岡裕司（東通）
- MIX（音声）：中西進二・田中聖二（MBS）
- LD（ライティングディレクター）：藤野毅・星田裕司（以上MBS）
- MA（マルチオーディオ編集）：坂東幸彦、大川宏明、豊島淳、田中徳朗
- EED（VTR編集）：高田仁・寺下智・三木直哉（以上MBS）
- SE（サウンドエフェクター）：景山佳彦（音選屋）
- 美術：上中普雄・中野雪子（以上MBS）
- デザイン：斎藤せいこ
- 美術進行：浜地広也⇒長谷弘章
- タイトル：中原賢二
- CG：北畠由理
- 広報⇒宣伝：渡邊優子→宮本直明（MBS）
- デスク⇒AP（アシスタントプロデューサー）⇒プロデューサー：藤河慶子（エックスワン）
- 協力：P.I.S、東通（旧大阪東通）、SAプロ、アーチェリープロ、つむら工芸、高津商会、藤貴園芸、モア、タイトルラボ、ステッピンスタジオ、京阪商会、新光企画、東京衣裳、Jワークス、インターナショナルクリエイティブ
- 収録スタジオ：MBSスタジオ in USJ
- AD（アシスタントディレクター）：筧友秀・宮井豊・松田大輔（エックスワン）、平野哲也（MBS）
- ディレクター：田渕伸一・合田忠弘（以上MBS）、橘庸介・鎌迫敏弘・玉谷章（以上エックスワン）、繁澤公（ラ・シック）、吉村岳朗（SSSystem）
- プロデューサー：小林亮⇒岸本孝博（MBS）、中山利郎（エックスワン）
- プロデューサー⇒チーフプロデューサー : 寺西厚史（MBS）
- 制作：渡辺一雄（MBS）
- 制作著作：毎日放送、x1エックスワン

## ネット局
放映していた局
| 放送地域       | 放送局名                      | 系列名  | 放送曜日・時間                      | 遅れ日数   | 地上デジタル放送での放送形態 |
| -------------- | ----------------------------- | ------- | ----------------------------------- | ---------- | ---------------------------- |
| 近畿広域圏     | 毎日放送 たかじんONEMAN製作局 | TBS系列 | 毎週火曜23:55 - 翌0:55              |            | ハイビジョン                 |
| 中京広域圏     | 中部日本放送                  | TBS系列 | 毎週火曜23:55 - 翌0:55              | 同時ネット | ハイビジョン                 |
| 岡山県・香川県 | 山陽放送                      | TBS系列 | 毎週木曜0:55 - 1:55（毎週水曜深夜） | 1日遅れ    | 頭角4:3SD                    |

一時期ネットしていた局
| 放送地域 | 放送局名    | 系列名  | 放送期間                                                          | 打ち切り理由 |
| -------- | ----------- | ------- | ----------------------------------------------------------------- | --- |
| 日本全国 | GAORA       | CS放送  | 1998年5月13日 - 2003年3月                                         | 『あどりぶランド』の放送枠上の後番組として放送されていた。 ただ2 - 3ヶ月遅れで放送していて、時事ネタは迎合しなくなったため。 |
| 北海道   | 北海道放送  | TBS系列 | 1998年10月 - 1999年頃 （毎週日曜2:15 - 3:15、毎週土曜深夜）       | 不明 |
| 岩手県   | IBC岩手放送 | TBS系列 | 1998年頃、集中的に不定期放送し、1999年4月 - 9月はレギュラー放送。 | ニュースエコーダイジェスト開始のため                                                                                         |
| 宮城県   | 東北放送    | TBS系列 | 1998年から1年間ネット。                                           | 不明 |
| 広島県   | 中国放送    | TBS系列 | 2006年11月14日 - 22日 （水曜日1:05 - 2:05、火曜日深夜）           | 編成調整のための穴埋め的放送。 過去にも1クールも満たず途中打ち切りしたことも。 （この時も穴埋めだった可能性あり）            |
| 愛媛県   | あいテレビ  | TBS系列 | 1999年頃、半年間ネット （毎週金曜16:00）                          | 途中打ち切り。 |
| 高知県   | テレビ高知  | TBS系列 | 2000年頃までネット （日曜深夜）                                   | 途中打ち切り。 |
| 福岡県   | RKB毎日放送 | TBS系列 | 不明                                                              | 途中打ち切り。 |